# 蘇沙號
蘇沙號（英語：sousaphone，美國 /ˈsuːzəfoʊn/)），或譯蘇沙風、蘇沙風號等，又稱扛號，是一種低音銅管樂器，派生自低音號（抱號）。蘇沙號得名自美國作曲家、指揮家約翰·菲利普·蘇沙，他在1893年指示J. W. Pepper研發出這種樂器。
蘇沙號與一般低音號的發聲原理、音域等相差不大；蘇沙號與一般低音號的最大差別在於其設計構造。蘇沙號的管身彎曲成圓圈形，讓吹奏者的身軀在演奏時套入圓圈的中間；管身的螺旋部分扛在吹奏者的肩上，使闊大的圓錐形喇叭口在演奏時朝向前上方。這種捲曲的設計減輕了對吹奏者在步操或站立時的負擔，而喇叭口的設計亦能使音色在演奏者的頭上開揚。因此，蘇沙號廣為行進樂隊採用，也見於其他音樂類別。

蘇沙號傳統上和其他銅管樂器一樣以黃銅製造，而自20世紀中葉而來，以較輕的新式物料（如玻璃鋼）製造的蘇沙號也被研發出來。現今，這兩種蘇沙號都被廣泛採用。

## 圖片集
- 1893年製造的蘇沙號（美國音樂製作博物館（英语：Museum of Making Music）館藏）
- 以新式物料製造的輕量蘇沙號